# Richemont, Seine-Maritime

Richemont este o comună în departamentul Seine-Maritime, Franța. În 1 ianuarie 2022 avea o populație de 443 de locuitori.